# انتخابات سراسری لیختن‌اشتاین (۲۰۱۷)
انتخابات سراسری لیختن‌اشتاین در ۵ فوریه ۲۰۱۷ برگزار شد.

## سابقه
در انتخابات گذشته اتحاد میهن‌پرستی پنج کرسی در لندتاگ (پارلمان لیختن‌اشتاین) از دست داد و بدین ترتیب اکثریت را نیز از دست داد. حزب شهروندان ترقی‌خواه نیز یک کرسی از دست داد اما توانست دولت تشکیل دهد. بخشی از دلیل آن ورود حزبی جدید به نام مستقلان بود.
انتخابات ۲۰۱۳ نخستین سال در لیختن‌اشتاین بود که هر چهار حزب توانستند کرسی‌هایی به دست آورند. برخی بر این باورند که مردم به سیاست‌های ریاضتی رأی داده‌اند و برخی دیگر احتمال عدم وفاداری برخی از مردم به احزابشان را دلیل این مسئله می‌دانند.

## روش
۲۵ عضو لندتاگ با روش نمایندگی تناسبی فهرست باز از دو حوزهٔ انتخابیه انتخاب می‌شوند. اوبرلند ۱۵ کرسی و اونترلند ۱۰ کرسی دارد. حد نصاب انتخابی ۸٪ است.
حوزهٔ انتخابیهٔ اونترلند شامل اشن، گمپرین، ماورن، روگل، شلنبرگ است. حوزهٔ انتخابیهٔ اوبرلند هم شامل بالزرس، پلانکن، شان، تریزن، تریزنبرگ و فادوتس است.

## نتایج
| حزب                            | آرا     | ٪    | +/–  | کرسی‌ها | +/– |
| ------------------------------ | ------- | ---- | ---- | ------ | --- |
| حزب شهروندان ترقی‌خواه (FBP)    | ۶۸٬۶۷۳  | ۳۵٫۲ | ۴٫۸– | ۹      | ۱–  |
| اتحادیه میهنی (VU)             | ۶۵٬۷۴۲  | ۳۳٫۷ | ۰٫۲+ | ۸      | ۰   |
| حزب مستقلان (DU)               | ۳۵٬۸۸۵  | ۱۸٫۴ | ۳٫۱+ | ۵      | ۱+  |
| فهرست آزاد (FL)                | ۲۴٬۵۹۵  | ۱۲٫۶ | ۱٫۵+ | ۳      | ۰   |
| مجموع                          | ۱۹۴٬۸۹۵ | ۱۰۰  | —    | ۲۵     | ۰   |
|                                |         |      |      |        |     |
| آری درست                       | ۱۴٬۷۶۳  | ۹۵٫۸ |      |        |     |
| آرای سفید/باطله                | ۶۴۵     | ۴٫۲  |      |        |     |
| مجموع                          | ۱۵٬۴۰۸  | ۱۰۰  |      |        |     |
| رأی دهندگان نام‌نویسی‌شده/مشارکت | ۱۹٬۸۰۶  | ۷۷٫۸ |      |        |     |
| منبع: Landstagwahlen           |         |      |      |        |     |